# Kościół św. Wojciecha w Pomorsku
Kościół pw. Świętego Wojciecha w Pomorsku – rzymskokatolicki Kościół filialny w Pomorsku w powiecie zielonogórskim, w województwie lubuskim.
Należy do dekanatu Sulechów diecezji zielonogórsko-gorzowskiej. Wzmiankowany w 1409, lecz obecny, neogotycki, został wzniesiony w 1858, jako ewangelicki.
Jest orientowany, murowany, jednonawowy z absydą prezbiterialną od wschodu i wieżą od zachodu.

## Historia
Od XVI do XVIII w. funkcję pastorów w Pomorsku pełnili:
- 1560-? Johann Ast od 1560 r. był pastorem w Pomorsku, w 1577 r. podpisał Formula Concordia.
- 1595–1625 Michael Rosämontanus w latach 1590–1595 był pastorem w Gryżynie i latach 1595–1625 w Pomorsku. Zmarł w r. 1625.
- Rosenberg Georg – pochodził z Pomorska; od r. 1610 do śmierci w 1626 r. był pastorem w Czetowicach.
- 1625–1641: Johann Rosenberg senior urodził się w Gryżynie, był synem pastora Michaela Rosämontanusa; w latach 1610–1617 piastował godność pastora w Nietkowicach, 1617–1627 w Gryżynie i w latach 1625–1641 w Pomorsku. Ojciec → Johanna Rosenberga juniora.
- 1641–1648: Georg Jancovius urodził się w Kosierzu; był synem → Melchiora Jancoviusa, w latach 1641–1648 pełnił funkcję pastora w Pomorsku, 1648–1652 w Kosierzu, od 1652 do 1660 r. w Kijach. Tu popadł w konflikt z inspektorem z Sulechowa mgrem Georgiem Hartmannem na tle fotynianizmu. Został nawet wysłany do Wittenbergi i tam ponownie przekonany do poglądów Lutra. Nie uchroniło go to jednak przed utratą probostwa.
- 1648–?: Daniel Viurus, syn pastora Jeremitä Viuri z Wartenbergu koło Milicza; od 1648 r. był pastorem w Pomorsku
- ?–1681: Martin Blüming pochodził z Sulechowa, studiował we Frankfurcie; w drugiej połowie XVII w. do 1681 r. był pastorem w Pomorsku, w 1680 r. został diakonem i w 1694 r. archidiakonem w Sulechowie. Umarł na początku XVIII w.
- 1681–1730: Gottfried Liebichen pochodził z Kożuchowa; od 1681 r. do śmierci w 1730 r. był pastorem w Pomorsku.
- 1731–1751: Samuel Burchardt pochodził z Polski, studiował w Lipsku i Jenie; w 1730 r. był nauczycielem w Nietkowicach, od 1731 r. do śmierci w 1751 r. pastorem w Pomorsku.
- 1752–1766: Daniel Friedrich Spangenberg pochodził z Berlina, studiował w Halle; od 1752 r. do śmierci w 1766 r. był pastorem w Pomorsku.
- 1767–?: Johann Gottfried Henke urodził się w 1731 r. w Ruppin w Marchii Środkowej, studiował we Frankfurcie; był kapelanem regimentu gen. Bogislawa Friedricha von Tauenzien we Wrocławiu. Od 1767 r. był pastorem w Pomorsku.

## Kaplica Grobowa obok Kościoła

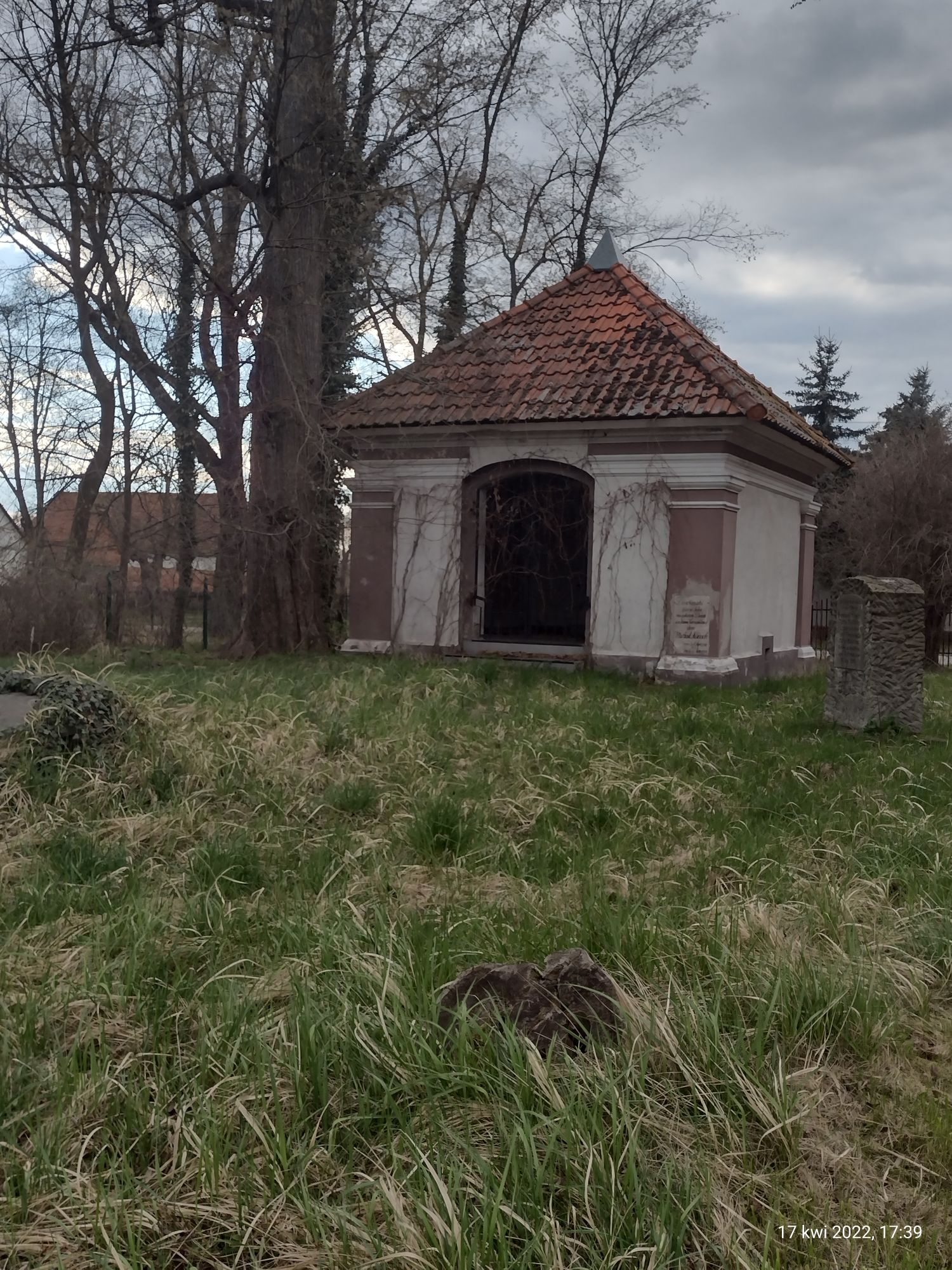
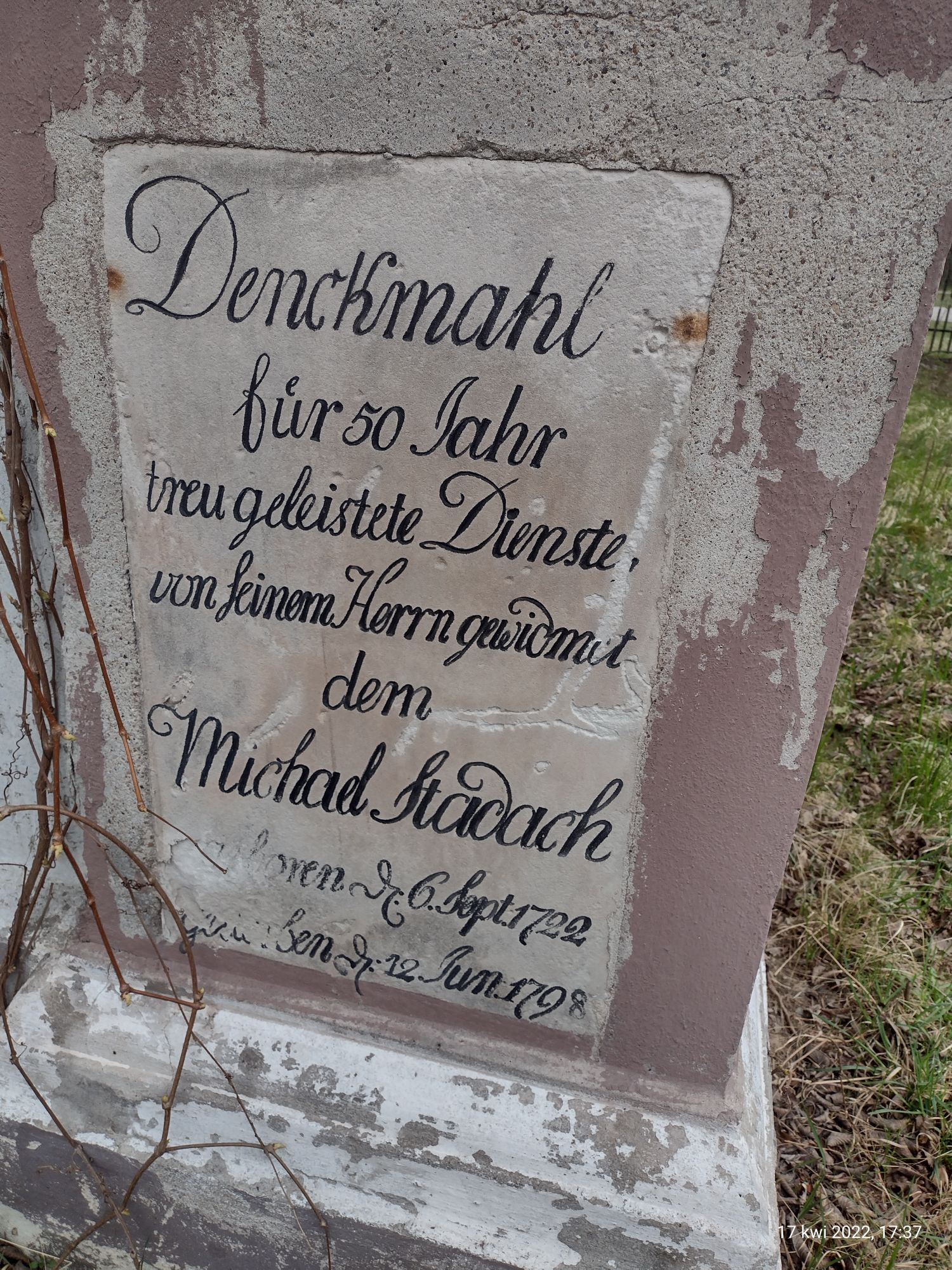